# Ondrej Chovanec
Ondrej Chovanec (* 5. listopadu 1970) je bývalý slovenský fotbalista. Usadil se v Praze a pracuje jako hráčský agent.

## Hráčská kariéra
V československé nejvyšší soutěži odehrál na podzim 1989 1 utkání v dresu Sparty Praha, v němž neskóroval (10. října 1989 v Nitře, prohra 0:4).

## Hráčský agent
Pracuje jako hráčský agent – CHOVANEC SPORT AGENCY, a.s.

## Ligová bilance
| Ročník                                   | Zápasy | Góly | Minuty | Klub             |
| ---------------------------------------- | ------ | ---- | ------ | ---------------- |
| 1. československá fotbalová liga 1989/90 | 1      | 0    | 90     | Sparta ČKD Praha |
| CELKEM 1. ČS. LIGA                       | 1      | 0    | 90     |                  |